# Bitwa morska pod Ostią
Bitwa morska pod Ostią – starcie zbrojne, które miało miejsce w roku 849 w trakcie walk z Saracenami.
W drugiej połowie VII wieku Arabowie wtargnęli na Półwysep Pirenejski. W IX wieku obiektem arabskiej inwazji stały się Włochy. Wykorzystując walki wewnętrzne pomiędzy księstwami południa najeźdźcy zajęli m.in. Bari i Tarent. Zagrozili też Włochom środkowym. Dopiero klęska zadana Arabom przez flotę chrześcijańską pod Ostią w r. 849 zahamowała dalsze ich postępy.
Bitwa rozegrała się między muzułmanami z południowych Włoch, a chrześcijańską ligą statków papiestwa, księstwa Neapolu, księstwa Amalfi i księstwa Gaeta.
Wiadomości o koncentracji arabskich statków niedaleko Sardynii dotarły do Rzymu w początkach 849, mniej niż trzy lata po udanym splądrowaniu Bazyliki Świętego Piotra. Chrześcijańska armada, dowodzona przez Cezara, syna Sergiusza I z Neapolu, zebrała się niedaleko niedawno ponownie ufortyfikowanej Ostii. Papież  Leon IV wyszedł by pobłogosławić oddziały i podać im komunię.
Po pojawieniu się arabskich statków, wywiązała się bitwa z idącymi na przedzie neapolitańskimi galerami. W połowie bitwy sztorm rozdzielił przeciwników, a chrześcijańskie statki zaczęły powracać do portu. Jednakże muzułmanie byli rozproszeni we wszystkie strony, utracili wiele statków, a inne poszły na brzeg. Gdy sztorm się uspokoił, resztki floty arabskiej zostały z łatwością wybite, a wielu jeńców wzięto do niewoli.
Liczne łupy wyrzucone po bitwie przez fale na brzeg rabowała miejscowa ludność. Jeńcy wzięci w bitwie zostali wysłani do pracy w łańcuchach przy budowie murów Leona, którymi opasano wzgórza watykańskie. Bitwa była ważnym wydarzeniem w historii Włoch i chrześcijaństwa. Zjednoczyła chrześcijańskie państwa ze środkowych i południowych Włoch we wspólnej sprawie przeciw muzułmanom, co w końcu doprowadziło do wypędzenia ich z półwyspu. Wzmocniła również papiestwo: szczególnie z powodu wzniesionych murów do ochrony Bazyliki Świętego Piotra. Doprowadzenie do jedynego muzułmańskiego zdobycia Rzymu właściwie pomogło odwrócić bieg wojny i podnieść morale chrześcijan. Poza tym jest jednym z niewielu wydarzeń, które rozegrały się na południu Włoch w ciągu IX wieku, a jest wciąż pamiętane do dziś, w dużej mierze przez mury nazwane od Leona oraz renesansowe malarstwo Rafaela.